# Eintracht Frankfurt 2008-2009
Questa voce raccoglie le informazioni riguardanti il Eintracht Frankfurt nelle competizioni ufficiali della stagione 2008-2009.

## Stagione
Nella stagione 2008-2009 l'Eintracht Francoforte, allenato da Friedhelm Funkel, concluse il campionato di Bundesliga al 13º posto. In Coppa di Germania l'Eintracht Francoforte fu eliminato al secondo turno dall'Hansa Rostock.

## Rosa
| N. |                                 | Ruolo | Calciatore                  |
| -- | ------------------------------- | ----- | --------------------------- |
| 34 | Germania (bandiera)             | P     | Frank Lehmann               |
| 1  | Macedonia del Nord (bandiera)   | P     | Oka Nikolov                 |
| 21 | Germania (bandiera)             | P     | Markus Pröll                |
| 28 | Germania (bandiera)             | P     | Jan Zimmermann              |
| 19 | Algeria (bandiera)              | D     | Habib Bellaïd               |
| 37 | Stati Uniti (bandiera)          | D     | Timothy Chandler            |
| 29 | Brasile (bandiera)              | D     | Chris                       |
| 27 | Germania (bandiera)             | D     | Alexander Dercho            |
| 38 | Germania (bandiera)             | D     | Sebastian Jung              |
| 33 | Germania (bandiera)             | D     | Jürgen Mössmer              |
| 2  | Germania (bandiera)             | D     | Patrick Ochs                |
| 3  | Serbia (bandiera)               | D     | Nikola Petković             |
| 23 | Germania (bandiera)             | D     | Marco Russ                  |
| 16 | Svizzera (bandiera)             | D     | Christoph Spycher           |
| 5  | Macedonia del Nord (bandiera)   | D     | Aleksandar Vasoski          |
| 8  | Bosnia ed Erzegovina (bandiera) | C     | Zlatan Bajramović           |
| 30 | Brasile (bandiera)              | C     | Caio César Alves dos Santos |

| N. |                      | Ruolo | Calciatore          |
| -- | -------------------- | ----- | ------------------- |
| 6  | Germania (bandiera)  | C     | Michael Fink        |
| 20 | Giappone (bandiera)  | C     | Jun'ichi Inamoto    |
| 7  | Germania (bandiera)  | C     | Benjamin Köhler     |
| 11 | Austria (bandiera)   | C     | Ümit Korkmaz        |
| 22 | Croazia (bandiera)   | C     | Krešo Ljubičić      |
| 15 | Iran (bandiera)      | C     | Mehdi Mahdavikia    |
| 4  | Germania (bandiera)  | C     | Christoph Preuß     |
| 13 | Germania (bandiera)  | C     | Markus Steinhöfer   |
| 35 | Germania (bandiera)  | C     | Norman Theuerkauf   |
| 32 | Germania (bandiera)  | C     | Faton Toski         |
| 34 | Perù (bandiera)      | A     | Paolo Redondo       |
| 18 | Grecia (bandiera)    | A     | Giannīs Amanatidīs  |
| 17 | Rep. Ceca (bandiera) | A     | Martin Fenin        |
| 9  | Camerun (bandiera)   | A     | Léonard Kweuke      |
| 10 | Grecia (bandiera)    | A     | Nikos Lymperopoulos |
| 14 | Germania (bandiera)  | A     | Alexander Meier     |
| 26 | Germania (bandiera)  | A     | Juvhel Tsoumou      |

## Organigramma societario
Area tecnica
- Allenatore: Friedhelm Funkel
- Allenatore in seconda: Armin Reutershahn
- Preparatore dei portieri: Andreas Menger
- Preparatori atletici:

## Risultati

### Bundesliga

#### Girone di andata
| Arbitro: | Meyer |

|  |           |                       |
|  | Marcatori | 43’ Raffael 60’ Ebert |

| Arbitro: | Gräfe |

|               |           |           |
| Novakovič 33’ | Marcatori | 81’ Fenin |

| Arbitro: | Seemann |

|                                |           |                          |
| Grafite 27’ (rig.) Dejagah 51’ | Marcatori | 22’ Amanatidīs 84’ Toski |

| Arbitro: | Fandel |

|                 |           |  |
| Ochs 41’ (aut.) | Marcatori |  |

| Arbitro: | Stark |

|            |           |               |
| Köhler 87’ | Marcatori | 7’ Wichniarek |

| Arbitro: | Fleischer |

|             |           |                |
| Ba 47’, 71’ | Marcatori | 66’ Steinhöfer |

| Arbitro: | Gagelmann |

|  |           |                            |
|  | Marcatori | 6’ (rig.) Helmes 61’ Vidal |

| Arbitro: | Kinhöfer |

|                           |           |           |
| Köhler 83’ Amanatidīs 90’ | Marcatori | 81’ Franz |

| Arbitro: | Kircher |

|                  |           |                                      |
| Rangelov 8’, 15’ | Marcatori | 38’ Fink 68’ Fenin 74’ Lymperopoulos |

| Arbitro: | Gräfe |

|                       |           |                      |
| Demichelis 55’ (aut.) | Marcatori | 65’ Klose 70’ Ribéry |

| Arbitro: | Meyer |

|                 |           |                    |
| Russ 12’ (aut.) | Marcatori | 16’ Fenin 52’ Fink |

| Arbitro: | Rafati |

|                        |           |                     |
| Lymperopoulos 18’, 66’ | Marcatori | 71’ Lanig 88’ Gómez |

| Arbitro: | Brych |

|                                        |           |  |
| Subotić 5’, 26’ Hajnal 19’ Santana 69’ | Marcatori |  |

| Arbitro: | Perl |

|                                           |           |  |
| Lymperopoulos 25’, 87’ Russ 40’ Fenin 90’ | Marcatori |  |

| Arbitro: | Fleischer |

|                                                 |           |  |
| Pizarro 11’, 20’, 62’ Diego 43’ (rig.) Hunt 75’ | Marcatori |  |

| Arbitro: | Schmidt |

|                                                      |           |  |
| Lymperopoulos 7’ (rig.), 42’ Steinhöfer 62’ Russ 64’ | Marcatori |  |

| Arbitro: | Seemann |

|            |           |  |
| Petrić 59’ | Marcatori |  |

#### Girone di ritorno
| Arbitro: | Kinhöfer |

|                   |           |            |
| Pantelić 17’, 49’ | Marcatori | 53’ Köhler |

| Arbitro: | Winkmann |

|                    |           |                           |
| Russ 33’ Fenin 62’ | Marcatori | 57’, 74’ (rig.) Novakovič |

| Arbitro: | Stark |

|  |           |                               |
|  | Marcatori | 9’ Džeko 65’ (rig.) Misimović |

| Arbitro: | Weiner |

|  |           |          |
|  | Marcatori | 54’ Caio |

| Arbitro: | Meyer |

|          |           |                            |
| Fink 81’ | Marcatori | 39’ Rafinha 83’ Westermann |

| Bielefeld 8 marzo 2009, ore 17:00 CET 23ª giornata | Arminia Bielefeld | 0 – 0 referto | Eintracht Francoforte | SchücoArena (21 500 spett.)\| Arbitro: \| Aytekin \| |
| Arbitro:                                           | Aytekin           |               |                       |                                                      |

| Arbitro: | Gräfe |

|          |           |             |
| Fink 47’ | Marcatori | 10’ Eduardo |

| Arbitro: | Schmidt |

|            |           |           |
| Kadlec 40’ | Marcatori | 16’ Meier |

| Arbitro: | Gagelmann |

|                                         |           |                     |
| Lymperopoulos 15’ (rig.) Steinhöfer 51’ | Marcatori | 11’ (rig.) Rangelov |

| Arbitro: | Drees |

|                                                 |           |  |
| Ribéry 3’ Toni 17’ Lúcio 36’ Schweinsteiger 48’ | Marcatori |  |

| Arbitro: | Brych |

|                                               |           |                  |
| Meier 40’ Lymperopoulos 47’ Russ 79’ Fink 88’ | Marcatori | 75’ (rig.) Daems |

| Arbitro: | Winkmann |

|                     |           |  |
| Cacau 33’ Gómez 48’ | Marcatori |  |

| Arbitro: | Gräfe |

|  |           |                              |
|  | Marcatori | 79’ Zidan 84’ (aut.) Bellaïd |

| Arbitro: | Perl |

|             |           |             |
| Bruggink 9’ | Marcatori | 42’ Korkmaz |

| Arbitro: | Sippel |

|  |           |                                                            |
|  | Marcatori | 51’ (rig.), 56’ Frings 60’ Tziolīs 62’ Pizarro 77’ Almeida |

| Arbitro: | Brych |

|                             |           |  |
| Hashemian 26’ Klimowicz 72’ | Marcatori |  |

| Arbitro: | Aytekin |

|                    |           |                                     |
| Meier 61’ Caio 63’ | Marcatori | 22’ Jarolím 58’ Olić 90’ Trochowski |

### Coppa di Germania
| Arbitro: | Sippel |

|  |           |                                 |
|  | Marcatori | 2’, 53’ Chris 19’ Lymperopoulos |

| Arbitro: | Brych |

|           |           |                |
| Fenin 44’ | Marcatori | 53’, 101’ Kern |

## Statistiche

### Statistiche di squadra
| Competizione      | Punti | In casa | In casa | In casa | In casa | In casa | In casa | In trasferta | In trasferta | In trasferta | In trasferta | In trasferta | In trasferta | Totale | Totale | Totale | Totale | Totale | Totale | DR  |
| Competizione      | Punti | G       | V       | N       | P       | Gf      | Gs      | G            | V            | N            | P            | Gf           | Gs           | G      | V      | N      | P      | Gf     | Gs     | DR  |
| ----------------- | ----- | ------- | ------- | ------- | ------- | ------- | ------- | ------------ | ------------ | ------------ | ------------ | ------------ | ------------ | ------ | ------ | ------ | ------ | ------ | ------ | --- |
| Bundesliga        | 33    | 17      | 5       | 4       | 8       | 26      | 29      | 17           | 3            | 5            | 9            | 13           | 31           | 34     | 8      | 9      | 17     | 39     | 60     | -21 |
| Coppa di Germania | -     | 1       | 0       | 0       | 1       | 1       | 2       | 1            | 1            | 0            | 0            | 3            | 0            | 2      | 1      | 0      | 1      | 4      | 2      | +2  |
| Totale            | -     | 18      | 5       | 4       | 9       | 27      | 31      | 18           | 4            | 5            | 9            | 16           | 31           | 36     | 9      | 9      | 18     | 43     | 62     | -19 |

### Andamento in campionato
| Giornata  | 1  | 2  | 3  | 4  | 5  | 6  | 7  | 8  | 9  | 10 | 11 | 12 | 13 | 14 | 15 | 16 | 17 | 18 | 19 | 20 | 21 | 22 | 23 | 24 | 25 | 26 | 27 | 28 | 29 | 30 | 31 | 32 | 33 | 34 |
| --------- | -- | -- | -- | -- | -- | -- | -- | -- | -- | -- | -- | -- | -- | -- | -- | -- | -- | -- | -- | -- | -- | -- | -- | -- | -- | -- | -- | -- | -- | -- | -- | -- | -- | -- |
| Luogo     | C  | T  | T  | T  | C  | T  | C  | C  | T  | C  | T  | C  | T  | C  | T  | C  | T  | T  | C  | C  | T  | C  | T  | C  | T  | C  | T  | C  | T  | C  | T  | C  | T  | C  |
| Risultato | P  | N  | N  | P  | N  | P  | P  | V  | V  | P  | V  | N  | P  | V  | P  | V  | P  | P  | N  | P  | V  | P  | N  | N  | N  | V  | P  | V  | P  | P  | N  | P  | P  | P  |
| Posizione | 16 | 15 | 15 | 11 | 13 | 14 | 16 | 15 | 12 | 12 | 12 | 12 | 12 | 12 | 12 | 11 | 12 | 13 | 12 | 13 | 12 | 13 | 12 | 12 | 12 | 12 | 12 | 11 | 11 | 13 | 13 | 13 | 13 | 13 |

Legenda:

Luogo: C = Casa; T = Trasferta. Risultato: V = Vittoria; N = Pareggio; P = Sconfitta.

### Statistiche dei giocatori
| Giocatore        | Bundesliga | Bundesliga | Bundesliga  | Bundesliga | Coppa di Germania | Coppa di Germania | Coppa di Germania | Coppa di Germania | Totale   | Totale | Totale      | Totale     |
| Giocatore        | Presenze   | Reti       | Ammonizioni | Espulsioni | Presenze          | Reti              | Ammonizioni       | Espulsioni        | Presenze | Reti   | Ammonizioni | Espulsioni |
| ---------------- | ---------- | ---------- | ----------- | ---------- | ----------------- | ----------------- | ----------------- | ----------------- | -------- | ------ | ----------- | ---------- |
| F. Lehmann       | -          | -          | -           | -          | -                 | -                 | -                 | -                 | -        | -      | -           | -          |
| O. Nikolov       | 18         | 0          | 1           | 0          | 2                 | 0                 | 0                 | 0                 | 20       | 0      | 1           | 0          |
| M. Pröll         | 18         | 0          | 2           | 0          | -                 | -                 | -                 | -                 | 18       | 0      | 2           | 0          |
| J. Zimmermann    | 1          | 0          | 0           | 0          | -                 | -                 | -                 | -                 | 1        | 0      | 0           | 0          |
| H. Bellaïd       | 22         | 0          | 5           | 0          | 2                 | 0                 | 1                 | 0                 | 24       | 0      | 6           | 0          |
| T. Chandler      | -          | -          | -           | -          | -                 | -                 | -                 | -                 | -        | -      | -           | -          |
| Chris            | 19         | 0          | 7           | 2          | 2                 | 2                 | 0                 | 0                 | 21       | 2      | 7           | 2          |
| A. Dercho        | 1          | 0          | 0           | 0          | -                 | -                 | -                 | -                 | 1        | 0      | 0           | 0          |
| S. Jung          | 6          | 0          | 0           | 0          | -                 | -                 | -                 | -                 | 6        | 0      | 0           | 0          |
| J. Mössmer       | -          | -          | -           | -          | -                 | -                 | -                 | -                 | -        | -      | -           | -          |
| P. Ochs          | 30         | 0          | 11          | 1          | 2                 | 0                 | 0                 | 0                 | 32       | 0      | 11          | 1          |
| N. Petković      | 6          | 0          | 1           | 0          | -                 | -                 | -                 | -                 | 6        | 0      | 1           | 0          |
| M. Russ          | 33         | 4          | 9           | 0          | 1                 | 0                 | 0                 | 1                 | 34       | 4      | 9           | 1          |
| C. Spycher       | 18         | 0          | 1           | 0          | 2                 | 0                 | 0                 | 0                 | 20       | 0      | 1           | 0          |
| A. Vasoski       | 1          | 0          | 0           | 0          | -                 | -                 | -                 | -                 | 1        | 0      | 0           | 0          |
| Z. Bajramović    | 6          | 0          | 1           | 0          | -                 | -                 | -                 | -                 | 6        | 0      | 1           | 0          |
| Caio             | 17         | 2          | 0           | 0          | 1                 | 0                 | 0                 | 0                 | 18       | 2      | 0           | 0          |
| M. Fink          | 32         | 5          | 5           | 0          | 2                 | 0                 | 0                 | 0                 | 34       | 5      | 5           | 0          |
| J. Inamoto       | 19         | 0          | 4           | 0          | 1                 | 0                 | 0                 | 0                 | 20       | 0      | 4           | 0          |
| B. Köhler        | 20         | 3          | 4           | 0          | 1                 | 0                 | 0                 | 0                 | 21       | 3      | 4           | 0          |
| Ü. Korkmaz       | 17         | 1          | 1           | 0          | -                 | -                 | -                 | -                 | 17       | 1      | 1           | 0          |
| K. Ljubičić      | 5          | 0          | 0           | 0          | -                 | -                 | -                 | -                 | 5        | 0      | 0           | 0          |
| M. Mahdavikia    | 12         | 0          | 1           | 0          | 2                 | 0                 | 0                 | 0                 | 14       | 0      | 1           | 0          |
| C. Preuß         | -          | -          | -           | -          | -                 | -                 | -                 | -                 | -        | -      | -           | -          |
| M. Steinhöfer    | 32         | 3          | 3           | 0          | 2                 | 0                 | 0                 | 0                 | 34       | 3      | 3           | 0          |
| N. Theuerkauf    | -          | -          | -           | -          | -                 | -                 | -                 | -                 | -        | -      | -           | -          |
| F. Toski         | 13         | 1          | 2           | 0          | 1                 | 0                 | 1                 | 0                 | 14       | 1      | 3           | 0          |
| P. Redondo       | 19         | 2          | 2           | 0          | 1                 | 0                 | 1                 | 0                 | 20       | 2      | 3           | 0          |
| I. Amanatidīs    | 7          | 2          | 1           | 0          | -                 | -                 | -                 | -                 | 7        | 2      | 1           | 0          |
| M. Fenin         | 31         | 5          | 6           | 0          | 2                 | 1                 | 0                 | 0                 | 33       | 6      | 6           | 0          |
| L. Kweuke        | 6          | 0          | 0           | 0          | -                 | -                 | -                 | -                 | 6        | 0      | 0           | 0          |
| N. Lymperopoulos | 29         | 9          | 5           | 0          | 2                 | 1                 | 0                 | 0                 | 31       | 10     | 5           | 0          |
| A. Meier         | 19         | 3          | 2           | 0          | 1                 | 0                 | 0                 | 0                 | 20       | 3      | 2           | 0          |
| J. Tsoumou       | 6          | 0          | 0           | 0          | -                 | -                 | -                 | -                 | 6        | 0      | 0           | 0          |
| A. Galindo       | 10         | 0          | 4           | 0          | 1                 | 0                 | 0                 | 0                 | 11       | 0      | 4           | 0          |
| M. Heller        | -          | -          | -           | -          | 1                 | 0                 | 0                 | 0                 | 1        | 0      | 0           | 0          |